# Plantagon
Plantagon International AB var ett svensk-amerikanskt innovationsföretag som arbetade med utveckling av tekniker och system för växthusodling i storstadsmiljöer, bland annat vertikala växthus. Företaget stod bakom ett projekt med ett vertikalt växthus som var planerat att byggas i Linköping. Delegationen för hållbara städer hade även gett ekonomiskt stöd för att genomföra en förstudie för en möjlig etablering av ett vertikalt växthus i Botkyrka. Internationellt hade Plantagon i ett samarbete med Tongji University i Shanghai där man har etablerade ett Tongji-Plantagon Research Center vilket öppnades i april 2013.
Plantagons huvudkontor låg i Stockholm, och företagets vd var sedan februari 2016 Owe Pettersson. 
Plantagons första innovation bestod i att ha utvecklat ett energisnålt transportsystem vilket förflyttar odlingslådorna från golv till tak i långsam takt, för att på så sätt maximera den naturliga solbelysningen, men också möjliggöra automatisk sådd och skörd från specifika platser i växthuset. Plantagon hade ett flera internationella patent inom i huvudsak fyra produktfamiljer: 
1. Transportsystem, växthussystem med transportsystem och metoder för att förflytta behållare genom ett transportsystem.
2. Byggnad för att odla grödor i odlingsbehållare, och transportsystem för att förflytta dessa behållare.
3. Metod och arrangemang för att odla växter
4. Odlingskrukor och metod relaterad till krukorna

Affärsidén grundade sig på en vision om att kunna föda jordens ökande befolkning genom att producera mat i de miljöer där flertalet av jordens invånare befinner sig, i storstaden. Dessa växthus skulle minska nyttjandet av resurser som vatten, energi och bekämpningsmedel.
Genom att odla på höjden, i ett vertikalt växthus, maximerade man såväl odlingsytan - ju fler våningar desto mer yta - och det slutna odlingssystemet skapade ett effektivt och resurssnålt odlingsklimat. Att grödorna odlades och skördades i städerna nära konsumenterna, minskade även behovet av transporter och de utsläpp som är förknippade med dessa. Plantagon styrdes till hälften av en ideell förening och till den andra hälften av ett vinstinriktat företag. Företaget var organiserat enligt en organisatorisk hybridmodell, The Companization, som utvecklats av Plantagons tidigare vd, Hans Hassle. Sedan 2016 var Hans Hassle generalsekreterare i Plantagon International Association som var föreningsdelen av Plantagon Companization.
Plantagon International AB försattes i konkurs 2019-02-15.